# Liste der Kreisstraßen im Landkreis Neuwied
Die Liste der Kreisstraßen im Landkreis Neuwied ist eine Auflistung der Kreisstraßen im rheinland-pfälzischen Landkreis Neuwied.

## Abkürzungen
- K: Kreisstraße
- L: Landesstraße

## Liste
Die Kreisstraßen behalten die ihnen zugewiesene Nummer in der Regel nicht bei einem Wechsel in einen anderen Landkreis oder in eine kreisfreie Stadt. Nicht vorhandene bzw. nicht nachgewiesene Kreisstraßen werden in Kursivdruck gekennzeichnet, ebenso Straßen und Straßenabschnitte, die unabhängig vom Grund (Herabstufung zu einer Gemeindestraße oder Höherstufung) keine Kreisstraßen mehr sind.
Der Straßenverlauf wird in der Regel von Nord nach Süd und von West nach Ost angegeben.
| Nr.   | Verlauf |
| ----- | --- |
| K 1   | K 15 in Rheinbrohl – Weierhof |
| K 2   | /L 87 in Rheinbrohl – Arienheller |
| K 3   | L 254/L 257 in Weißfeld – Langscheid – Solscheid |
| K 4   | Bitze – Reuschenbach – L 257 |
| K 5   | L 257 in Weißfeld – K 6 – Stopperich – Over – Waldbreitbach – K 90 – Gasbitze |
| K 6   | Bremscheid – K 5 |
| K 7   | Reidenbruch – L 254 – Girgenrath |
| K 8   | L 256 in Hahnen – Krumscheid |
| K 9   | L 254 – Hesseln |
| K 10  | – Dattenberg – L 256 in Roninger Hof |
| K 11  | Ockenfels – L 253 in Linz am Rhein |
| K 13  | L 251 in Sankt Katharinen – Brochenbach |
| K 14  | L 251 in Sankt Katharinen – Rödder – Steinshardt |
| K 15  | Bad Hönningen – L 87 – Rheinbrohl – K 1 – |
| K 16  | K 112 – in Irlich |
| K 17  | L 254 in Sankt Katharinen – K 18 – L 251 in Sankt Katharinen |
| K 18  | Homscheid – K 17 |
| K 19  | L 252 in Vettelschoß – L 254 |
| K 21  | in Kasbach – Ohlenberg – L 253 in Obererl |
| K 22  | L 252 in Bruchhausen – Orsberg – in Erpel |
| K 23  | (K 28 im Rhein-Sieg-Kreis, Nordrhein-Westfalen) – Landesgrenze – – Rheinbreitbach |
| K 24  | L 253 – Schweifeld – K 26/K 27 |
| K 25  | K 43 in Stockhausen – Landesgrenze – (nicht klassifizierte Straße in Nordrhein-Westfalen) – Landesgrenze – Windhagen – K 29 – K 28 – K 27 – Hallerbach – Frohnen – K 26 – L 252 in Willscheid                      |
| K 26  | (K 26 im Rhein-Sieg-Kreis, Nordrhein-Westfalen) – Landesgrenze – Rederscheid – K 27 – K 24 – Hallerbach – Frohnen – K 25 – Hohn – K 28 – Günterscheid – L 252                                                      |
| K 27  | K 24/K 26 – Rederscheid – Köhlershohn – K 25 in Windhagen |
| K 28  | (K 30 im Rhein-Sieg-Kreis, Nordrhein-Westfalen) – Landesgrenze – Windhagen – K 25 – Hohn – K 26 |
| K 29  | K 25 in Windhagen – K 30 – Birken |
| K 30  | K 29 in Windhagen – K 31 – Hüngsberg |
| K 31  | K 30 – Johannisberg |
| K 32  | Dinkelbach – K 144 – L 252 |
| K 33  | L 255 – Etscheid – Rüddel – L 255 – Steeg |
| K 34  | L 255 – Krummenau |
| K 35  | K 37 – Ehrenberg – L 255 |
| K 36  | Niederetscheid – K 37 |
| K 37  | Prangenberg – Oberetscheid – K 36 – L 255 – K 35 – Brüchen – Bühlingen – L 269 in Neustadt (Wied) |
| K 38  | Vogtslag – L 255 |
| K 39  | Hinterplag – L 255 – Oberplag |
| K 40  | L 255 in Asbach – Wilsberg |
| K 41  | Thelenberg – K 42 |
| K 42  | L 272 in Germscheid – K 148 – Köttingen – Bennau – K 48 – Drinhausen – K 41 – L 255 |
| K 43  | L 272 in Stockhausen – K 25 in Stockhausen |
| K 44  | L 274 – Krummenast – K 47 – K 46 – Diepenseifen – K 45 – Muß – L 272 |
| K 45  | K 44 in Diepenseifen – Unterelles |
| K 46  | L 273 in Sauerwiese – K 44 |
| K 47  | K 44 in Krummenast – Oberelles |
| K 48  | Wahl – L 272 – K 42 in Bennau |
| K 49  | L 275 – Hofen |
| K 50  | L 275 – Pees |
| K 52  | L 274 in Oberscheid – Wallau |
| K 54  | Seifen – L 275 |
| K 55  | (K 38 im Rhein-Sieg-Kreis, Nordrhein-Westfalen) – Landesgrenze – Krautscheid – L 275 |
| K 56  | Wertenbruch – L 275 in Kölsch-Büllesbach |
| K 57  | (nicht klassifizierte Straße in Nordrhein-Westfalen) – Landesgrenze – Priestersberg – Kölsch-Büllesbach – L 275 – Jungeroth – K 58 in Mendt                                                                        |
| K 58  | (K 19 im Rhein-Sieg-Kreis, Nordrhein-Westfalen) – Landesgrenze – – Mendt – K 57 – L 274 in Oberscheid |
| K 59  | L 255 – Elles |
| K 60  | L 255 in Hurtenbach – K 61 in Limbach |
| K 61  | L 255 in Löhe – Limbach – K 60 – K 64 – K 62 – K 63 – Kreisgrenze – (K 24 im Landkreis Altenkirchen (Westerwald))                                                                                                  |
| K 62  | K 61 – Kreisgrenze – (K 28 im Landkreis Altenkirchen (Westerwald)) |
| K 63  | K 61 – Ditscheid |
| K 64  | K 61 in Limbach – Sessenhausen – K 65 – Krumscheid – K 67 – Altenhofen – Niedermühlen – L 272 |
| K 65  | L 255 – Krumbach – K 64 in Sessenhausen |
| K 66  | L 255 in Asbach – Zurheiden |
| K 67  | L 272 in Asbach – Parscheid – K 64 |
| K 68  | L 272 in Krankel – K 69 – K 69 in Dinspel |
| K 69  | K 68 – Kalscheid – K 68 – Dinspel |
| K 70  | L 272 in Schöneberg – Heide – Altenburg – K 71 – Reeg – L 269 |
| K 71  | K 70 in Altenburg – Dasbach – Heckenhahn |
| K 72  | L 270 in Neustadt (Wied) – Eilenberg |
| K 74  | L 255 – Panau – L 255 |
| K 75  | L 255 – Paffhausen – Ammerich – K 78 |
| K 76  | Kodden – L 255 |
| K 78  | L 255 in Niederhoppen – Strauscheid – Rahms – K 79 – K 80 – K 81 – K 155 – – K 75 – L 270 |
| K 79  | Weißenfels – K 78 in Rahms |
| K 80  | K 79 – Gerhardshahn-West |
| K 81  | K 79 – Gerhardshahn-Ost |
| K 82  | Scharenberg – K 155 – Neschen – L 270 in Fernthal |
| K 83  | L 270 – Manroth |
| K 84  | Borscheid – L 256/L 270 |
| K 85  | Funkenhausen – L 256 |
| K 87  | L 255 in Lache – Elsbach |
| K 88  | L 256 – Nassen – K 90 – Hollig |
| K 90  | K 5 in Waldbreitbach – Wüscheid – Verscheid – Hochscheid – K 92 – K 88 – Siebenmorgen – Dasbach – Kreisgrenze – (K 2 im Landkreis Altenkirchen (Westerwald))                                                       |
| K 92  | K 90 in Hochscheid – Goldscheid |
| K 93  | L 257 in Kurtscheid – Ehlscheid – |
| K 94  | L 255 – Glockscheid |
| K 95  | Kurtenacker – L 257 |
| K 96  | L 255 – Bürder |
| K 97  | Escherwiese – L 257 |
| K 98  | L 270 – Hümmerich |
| K 99  | – Gierend – Oberhonnefeld – K 149 – K 103 – in Straßenhaus |
| K 100 | L 258 in Anhausen – Meinborn |
| K 101 | – Gewerbepark Oberraden – K 102 – Niederraden |
| K 102 | K 101 – Oberraden |
| K 103 | K 99 – Ellingen – Niederhonnefeld – in Jahrsfeld |
| K 104 | in Jahrsfeld – Hardert – K 105 – Rengsdorf – K 106 – /L 260 |
| K 105 | in Bonefeld – K 104 in Hardert |
| K 106 | K 104 in Rengsdorf – Melsbach – K 107 – K 108 – L 255 in Niederbieber |
| K 107 | L 255 in Altwied – K 106 in Melsbach |
| K 108 | K 106 – – L 260 in Oberbieber |
| K 109 | K 116 in Niederbieber – L 260 in Torney |
| K 110 | Schloss Monrepos – K 112 in Segendorf |
| K 111 | Feldkirchen – K 112 in Irlich |
| K 112 | L 255 in Niederbieber – Segendorf – K 110 – Rodenbach – K 16 – Feldkirchen – K 111 – |
| K 113 | L 258 – Thalhausen – K 117 – Thalhauser Mühle – in Isenburg |
| K 114 | L 260 in Heimbach-Weis – L 262 in Engers |
| K 115 | in Isenburg – Kreisgrenze – (K 90 im Landkreis Mayen-Koblenz) |
| K 116 | L 255 in Niederbieber – K 109 – |
| K 117 | K 113 in Thalhausen – Kleinmaischeid – Großmaischeid – K 120 – K 119 – Kausen – K 118 – L 304 |
| K 118 | K 119 in Stebach – K 117 in Kausen |
| K 119 | K 117 in Großmaischeid – Stebach – K 118 – K 120 |
| K 120 | in Dierdorf – Giershofen – K 117 in Großmaischeid |
| K 121 | K 123 in Niederhofen – L 266 in Dernbach |
| K 122 | L 267 in Wienau – Flugplatz Dierdorf-Wienau – L 268 |
| K 123 | Linkenbach – L 265 – Urbach – L 264 – Niederhofen – K 121 – K 124 in Brechhofen |
| K 124 | L 264 in Harschbach – Brechhofen – K 123 – L 267 – Elgert – L 268 – Kreisgrenze – (K 141 und K 135 im Westerwaldkreis) – Kreisgrenze – Marienhausen – K 153 –                                                      |
| K 125 | K 151 – L 265 in Daufenbach |
| K 126 | Werlenbach – L 265 in Daufenbach |
| K 127 | L 269 in Döttesfeld – Breitscheid – K 131 – K 130 – L 265 |
| K 130 | Richert – L 267 – Reichenstein – K 127 |
| K 131 | K 127 in Breitscheid – Oberähren – L 267 – Haberscheid |
| K 132 | L 267 – Udertsmühle – Ascheid – K 134 – Alberthofen |
| K 133 | Lahrbach – K 134 |
| K 134 | L 267 – Niederwambach – K 138 – K 132 – K 133 – L 265 in Steimel |
| K 135 | (K 9 im Landkreis Altenkirchen (Westerwald)) – Kreisgrenze – Seyen – L 267 |
| K 136 | Breibach – L 267 |
| K 137 | L 267 – Brubbach |
| K 138 | L 267 – Ratzert – K 134 in Niederwambach |
| K 139 | Sensenbach – L 265 in Steimel |
| K 140 | (K 31 im Landkreis Altenkirchen (Westerwald)) – Kreisgrenze – Neitzert – K 141 – Udert – L 265 |
| K 141 | K 140 in Neitzert – Rodenbach bei Puderbach – K 142 |
| K 142 | (K 33 im Landkreis Altenkirchen (Westerwald)) – Kreisgrenze – Rodenbach bei Puderbach – K 141 – L 265 – L 268 – Oberdreis – Dendert – Hilgert – Woldert – K 134 – K 143 – Niederdreis – L 267 – Niederdreisermühle |
| K 143 | L 267 – Hanroth – nicht befahrbare Strecke – Woldert Süd – K 142 in Woldert |
| K 144 | Wahrenberg – K 32 |
| K 148 | K 42 – Meierseifen |
| K 149 | K 99 in Oberhonnefeld – in Oberhonnefeld |
| K 151 | Muscheid – K 125 – L 265 in Dürrholz |
| K 152 | (K 142 im Landkreis Altenkirchen (Westerwald)) – Kreisgrenze – L 265 in Lautzert |
| K 153 | L 267 in Dierdorf – Marienhausen – K 124 – Kreisgrenze – (K 3 im Westerwaldkreis) |
| K 154 | (K 4 im Westerwaldkreis) – Kreisgrenze – ohne Abzweig einer klassifizierten Straße – Kreisgrenze – (K 4 im Westerwaldkreis)                                                                                        |
| K 155 | K 78 – K 82 |